# Gary Veneruzzo
Gary Raymond Veneruzzo (Fort William, Ontario, 28 de junio de 1943) es un jugador profesional retirado de hockey sobre hielo que jugó 7 partidos en la Liga Nacional de Hockey y 348 partidos en la Asociación Mundial de Hockey. Louis Blues, Los Angeles Sharks, Michigan Stags, Baltimore Blades, Cincinnati Stingers, Phoenix Roadrunners y San Diego Mariners.